# Plastika Stařec a koza
Plastika Stařec a koza, estonsky Vanamees ja kits, je plastika z bronzu a bludného balvanu. Nachází se v přístav Heltermaa ve vesnici Heltermaa na ostrově Hiiumaa v kraji Hiiumaa v Estonsku.

## Legenda o starci a kozlu
Místní humorná legenda praví, že v době prvního převozního parníku v přístavu Heltermaa měl kapitán tohoto parníku zvyk vracet se pro opozdilce, kteří nestihli včas nastoupit na loď. Kapitán býval arogantní a urážel místní obyvatele. Jednou měl spor s místním starcem a stařec se rozhodl, že se mu pomstí. Stařec vyrazil se svým kozlem do přístavu k parníku a vyčkal až parník odpluje a teprve pak vstoupil na přístaviště a nadzvedl kozla, že stál jen na zadních končetinách a z dálky vypadal jako stojící člověk. Když kapitán spatřil domnělé opozdilce, okamžitě parník otočil a vracel se do přístaviště. Když připlul zpět, vyzval starce s kozou ať nastoupí na loď. Starec odpověděl, že jen přišel ukázat kozlovi parník a kozlovi řekl, že ten člověk co se zlobí, nadává a kleje je kapitán. Vše údajně skončilo u soudu, který situaci vyhodnotil jako žert.

## Popis plastiky
Netradiční plastika Stařec a koza je dokladem humoru ostrova Hiiumaa a ztvárňuje výše uvedenou místní legendu. Je to vtip odlitý do bronzu. Na žulovém bludném balvanu je umístěno bronzové sousoší starce ukazujícího parník a kozla stojícího na zadních končetinách. Autory plastiky, která byla slavnostně odhalena 4. června 2016, jsou Simson von Seakyll a Paul Mänd. Socha vznikla z iniciativy neziskové organizace Vanamees ja Kits (Stařec a kozel).

## Galerie

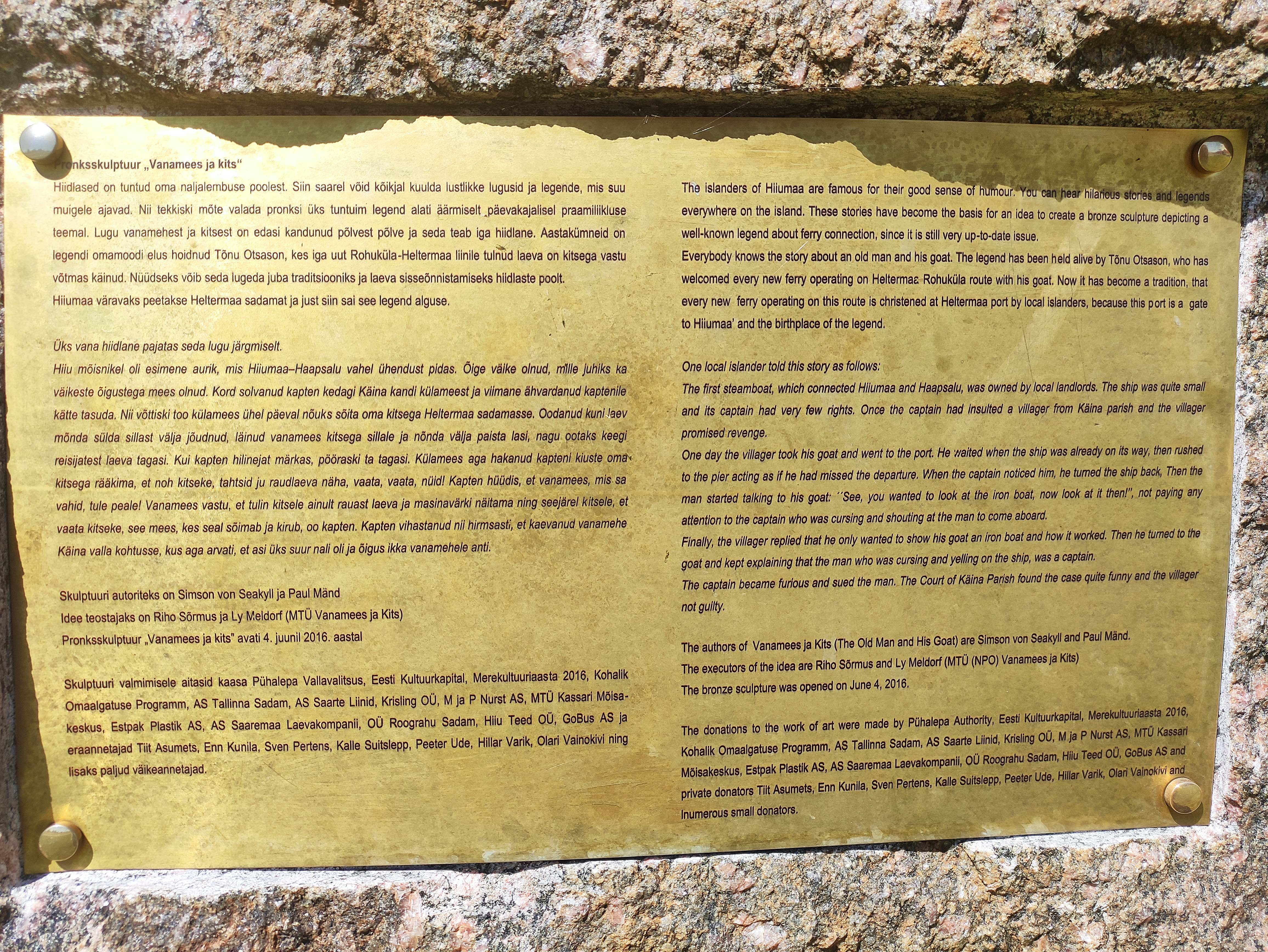